# فخري حسيني
فخري حسيني (بالإندونيسية: Fachry Husaini) هو لاعب كرة قدم ومدرب كرة قدم إندونيسي في مركز الوسط، ولد في 27 يوليو 1965 في لوكسوماوي في إندونيسيا. شارك مع منتخب إندونيسيا لكرة القدم. أما مع النوادي، فقد لعب مع Bontang F.C. ‏.

## وصلات خارجية
- فخري حسيني على موقع قاعدة بيانات كرة القدم.إي يو (الإنجليزية)
- فخري حسيني على موقع ناشيونال فوتبول تيمز (الإنجليزية)